# Kulcsár-Szabó Zoltán
Kulcsár-Szabó Zoltán (Budapest, 1973. augusztus 23. –) József Attila-díjas magyar irodalomtörténész, filozófus, kritikus, a Magyar Tudományos Akadémia levelező tagja. Az ELTE Magyar Irodalom- és Kultúratudományi Intézetének egyetemi tanára.

## Életpályája
Apja, Kulcsár Szabó Ernő irodalomtörténész, édesanyja Várnay Enikő. 1991–1996 között az ELTE BTK hallgatója volt. 1995–2001 között az ELTE BTK összehasonlító irodalomtudomány tanszékén volt tanársegéd, 2001–2006 között adjunktus, 2006 és 2014 docens, 2014 szeptemberi hatállyal megkapta az egyetemi tanári kinevezést. 1996 óta a Miskolci Egyetemen, 2008 óta a berlini Humboldt Egyetemen is tanít. 2025-ben a Magyar Tudományos Akadémia levelező tagjává választották.
1996–1998 között a Palimpszeszt című elektronikus folyóirat szerkesztője volt. 1997–1999 között az Új Holnap munkatársa, valamint a József Attila Kör elnökségi tagja volt. 1997–2007 között a Magyar Irodalomtörténeti Társaság vezetőségi tagja volt. 1999-ben a Bécsi Egyetemen, 1999–2000 között, valamint 2003–2005 között a Konstanzi Egyetemen, 2006–2007 között a Humboldt Egyetemen volt kutató.

### Munkássága
Kulcsár-Szabó Zoltán érdeklődési körére az irodalomelméleti tájékozódás jellemző, tanulmányai általában különböző elméleti kérdéseket járnak körül, dolgoznak fel. Pályája elején a hermeneutika iskolájához tartozott, újabban a dekonstrukció, azon belül elsősorban Paul de Man elmélete foglalkoztatja. Fő kutatási területe XX. századi magyar irodalom és világirodalom.

## Művei
- Oravecz Imre (1996)
- Az olvasás lehetőségei (1997)
- Hagyomány és kontextus (1998)
- Eisemann György–H. Nagy Péter–Kulcsár-Szabó Zoltán: Irodalom tankönyv 16-17 éveseknek; Korona, Bp., 1999
- Irodalom szöveggyűjtemény 16-17 éveseknek; szerk. Eisemann György, H. Nagy Péter, Kulcsár-Szabó Zoltán; Korona, Bp., 1999
- Az esztétikai tapasztalat medialitása; szerk. Kulcsár-Szabó Zoltán, Szirák Péter; Ráció, Bp., 2004
- Hermeneutikai szakadékok; Csokonai, Debrecen, 2005 (Alföld könyvek)
- Metapoétika. Nyelvszemlélet és önprezentáció a modern költészetben; Kalligram, Pozsony 2007
- Tetten érhetetlen szavak. Nyelv és történelem Paul de Mannál; Ráció, Bp., 2007
- Az olvasás rejtekútjai. Műfajiság, kulturális emlékezet és medialitás a 20. századi magyar irodalomtudományban; szerk. Bónus Tibor, Kulcsár-Szabó Zoltán, Simon Attila; Ráció, Bp., 2007 (Ráció-tudomány)
- Tükörszínjátéka agyadnak. Poétikai problémák Szabó Lőrinc költészetében; Ráció, Bp., 2010 (Ráció-tudomány)
- A gondolkodás háborúi. Töredékek az erőszakos diskurzusok 20. századi történetéből; Ráció, Bp., 2014
- "Tánc volnék, mely önmagát lejti". Tanulmányok Weöres Sándorról; szerk. Bartal Mária, Kulcsár-Szabó Zoltán, Palkó Gábor; PIM, Bp., 2014 (PIM studiolo)
- Signaturen des Geschehens. Ereignisse zwischen Öffentlichkeit und Latenz; szerk. Kulcsár-Szabó Zoltán, Lőrincz Csongor; Transcript, Bielefeld, 2014 (Lettre)
- Szinonímiák. Közeledések Heideggerhez; Ráció, Bp., 2016
- Verskultúrák. A líraelmélet perspektívái; szerk. Kulcsár Szabó Ernő, Kulcsár-Szabó Zoltán, Lénárt Tamás; Ráció, Bp., 2017
- Jeltelen felhők között. Fejezetek a 20-21. század költészetének alakulástörténetéből; Ráció, Bp., 2022 (Ráció-tudomány)

## Díjai, kitüntetései
- Kanyó Zoltán-díj (1997)
- Soros-ösztöndíj (1998)
- Bolyai-ösztöndíj (1999–2002, 2007-?)
- Békésy-ösztöndíj (2002–2006)
- Bolyai-plakett (2003)
- József Attila-díj (2006)
- Deák Ferenc-ösztöndíj (2006–2007)
- Baumgarten-díj (2020)